# Фридрих Аше фон дер Асебург
Фридрих Аше фон дер Асебург (на немски: Friedrich Asche von der Asseburg zu Ampfurth; * 1653/1654; † 3 март 1720 в Магдебург) е благородник от род фон дер Асебург, господар в Ампфурт (днес част от Ошерслебен) в Саксония-Анхалт и домхер в Магдебург. От замък Ампфурт няма останки.
Той е син на Йохан Август фон дер Асебург цу Ампфурт и Егенщет (1611 – 1660) и втората му съпруга Берта София фон Крозигк († 1686). Внук е на Кристоф Йохан фон дер Асебург цу Ампфурт и Егенщет (1580 – 1651) и Елизабет фон Мюнххаузен, наследничка на Алмщет († сл. 1651). Правнук е на Аше фон дер Асебург (1548 – 1580) и Анна фон Щайнберг († сл. 1612). Праправнук е на Йохан фон дер Асебург († 1567) и Клара фон Крам († 1579). По-малък полубрат е на Кристиан Кристоф фон дер Асебург (1639 – 1675), женен за Гертрауд Маргарета фон Алвенслебен (1640 – 1691).
Фридрих Аше фон дер Асебург е господар в Ампфурт (1660 – 1712). През 1712 г. много задълженият финансово Фридрих Аше фон дер Асебург продава дворец Ампфурт на Брауншвайгския камер-съветник Лозе за 73 500 талер. Новият собственик продава двореца през 1715 г. на крал Фридрих Вилхелм I Пруски.
На 15 октомври 1840 г. правнук му Лудвиг Август фон дер Асебург-Фалкенщайн (1796 – 1869) е издигнат на граф. Дворецът Гунслебен е от 1453 до 1945 г. собственост на фамилията фон дер Асебург.

## Фамилия
Фридрих Аше фон дер Асебург се жени на 21 юни 1681 г. в дворец Ампфурт за Йохана Сидония фон Хаген-Гайст (* 1663; † 14 април 1705, Ампфурт), дъщеря на Фридрих Улрих фон Хаген-Гайст-Грьонинген и Илза София фон Бенигзен. Те имат 16 деца:
- София Луиза фон дер Асебург (* 5 май 1683; † 19 септември 1700)
- София Августа фон дер Асебург (* 1 май 1684; † 10 октомври 1704)
- Шарлота Сидония фон дер Асебург (* 6 декември 1685, Магдебург; † 10 септември 1758), омъжена за Хайнрих Арнолд фон Берен († 28 юни 1726)
- Илза Бригита фон дер Асебург (* 4 декември 1686, Магдебург; † 23 август 1752, Волмирщет)
- Кристиана Розамунда фон дер Асебург (* 19 май 1686, Магдебург; † 8/9 януари 1749, Крьохлендорф), омъжена за Ханс Абрахам I фон Арним (* 27 юли 1684; † 30/31 декември 1731), син на Якоб Дитлоф фон Арним (1645 – 1689) и Еуфемия фон Бланкенбург (1644 – 1712)
- Йохана Юлиана фон дер Асебург (* април 1690; † 1752, Хавелберг), омъжена I. за фон Вердер, II. на 27 юни 1713 г. за Фридрих Вилхелм фон Лоебен († 1751)
- Августа фон дер Асебург († 1753)
- Август Фридрих фон дер Асебург (* 3 септември 1692, Ампфурт; † 22 юни 1763, Брауншвайг)
- Кристоф Вернер фон дер Асебург-Гунслебен (* пр. 11 юли 1694; † 28 септември 1761, погребан в Гунслебен), господар в Гунслебен, пруски кралски полковник, катедрален пропст в Хавелберг, женен на 28 декември 1749 г. (1750 г.) за Хелена Катарина фон Алвенслебен (* 26 октомври 1723; † 23 декември 1799, Халберщат), дъщеря на Фридрих Вилхелм фон Алвенслебен (1683 – 1752) и Хенриета София фон Вердер; имат 1 син и 3 дъщери
- Хайнрих Карл фон дер Асебург (* пр. 16 септември 1696; † 15 декември 1745 при Кеселсдорф), женен Анна Еренгард фон дем Вердер († 11 април 1780, Веферлинген); имат два сина
- Мориц Вилхелм фон дер Асебург (* 8 август 1698, Ампфурт; † 11 април 1780, Магдебург), женен за Ерентраут Доротее Магдалена Юнге († 21 юли 1801, Магдебург); имат 2 сина и 3 дъщери
- Бусо Лудвиг фон дер Асебург (* 19 април 1700, Ампфурт; † пр. 17 юни 1756, Ленцен, Елба), женен за Хенриета Катарина фон дер Асебург (* 21 септември 1710, Майздорф; † 7 януари 1776, Берлин), дъщеря на Йохан Лудвиг фон дер Асебург (1685 – 1732) и Анна Мария фон дер Шуленбург (1681 – 1738); имат 1 син и 2 дъщери
- Волф Фридрих фон дер Асебург (* пр. 8 август 1701; † 1702)
- Йохан Фридрих фон дер Асебург (* 11 март 1703, Ампфурт; † 17 януари 1764, Бранденбург), женен за Йохана София фон Кваст (* 10 март 1725, Раденслебен; † 9 април 1802, Хоенауен)
- Хайнрих Август фон дер Асебург (* пр. 16 януари 1704, Ампфурт)
- Йохан фон дер Асебург (* 14 април 1705, Ампфурт; † 19 ноември 1744, при Прага)